# Светачев, Георгий Георгиевич
Георгий Георгиевич Светочев (25.11.1922—22.11.1943) — лейтенант Рабоче-крестьянской Красной Армии, участник Великой Отечественной войны, командир танкового взвода 195-го танкового батальона 95-й танковой бригады 9-го танкового корпуса. Герой Советского Союза (1944) (посмертно).

## Биография
Георгий Светочев родился 25 ноября 1922 года на хуторе Благовещенский (ныне — Калачеевский район Воронежской области). После окончания учительского института работал по специальности.
В 1941 году Светочев был призван на службу в Рабоче-крестьянскую Красную Армию, поступил на учёбу Орловское танковое училище эвакуированное в Майкоп. Участвовал в обороне Майкопа. В июле 1942 года окончил Орловское танковое училище (последний (23-й) выпуск) в городе Майкопе.
С ноября того же года — на фронтах Великой Отечественной войны. Участвовал в обороне Кавказа.
К ноябрю 1943 года лейтенант Георгий Светочев командовал танковым взводом 195-го танкового батальона 95-й танковой бригады 9-го танкового корпуса 65-й армии Центрального фронта.
Отличился во время битвы за Днепр. 18 октября 1943 года взвод Светочева одним из первых переправился через Днепр в районе посёлка Лоев Гомельской области Белорусской ССР, прорвался во вражеский тыл и занял позицию у деревни Козероги Лоевского района, после чего удерживал её до подхода основных сил. В тех боях Светочев получил тяжёлые ранения, от которых умер 22 ноября 1943 года.
Похоронен в братской могиле в городе Городня Черниговской области Украины.
Указом Президиума Верховного Совета СССР «О присвоении звания Героя Советского Союза генералам, офицерскому, сержантскому и рядовому составу Красной Армии» от 15 января 1944 года за «образцовое выполнение боевых заданий командования на фронте борьбы с немецкими захватчиками и проявленными при этом отвагу и геройство» лейтенант Георгий Светочев посмертно был удостоен высокого звания Героя Советского Союза. Также посмертно был награждён орденом Ленина.

## Память
- Имя Героя высечено золотыми буквами в зале Славы Центрального музея Великой Отечественной войны в Парке Победы города Москвы.
- На братской могиле г. Городня Черниговской области установлена мемориальная плита
- В честь Светочева названа улица в Городне[2].
- В г. Калач и установлен бюст Героя
- На хуторе Благовещенский Калачеевского р-на Воронежской области установлен бюст Героя[6]